# Karín Menéndez-Delmestre
Karín Menéndez-Delmestre é uma astrônoma porto-riquenha. Nascida em Porto Rico e descendente de mãe francesa e pai cubano, possui uma formação multicultural que a habilita a falar quatro idiomas. No momento, atua como docente no Observatório Valongo da Universidade Federal do Rio de Janeiro e fez seus estudos de física na Universidade McGill, localizada no Canadá. Karín graduou-se em astronomia pelo prestigioso Instituto de Tecnologia da Califórnia (Caltech), nos Estados Unidos, e concluiu seus estudos de pós-doutorado nos Observatórios Carnegie em Pasadena, no mesmo país. Como pesquisadora, sua meta principal é identificar a influência da atração gravitacional da matéria escura na Via Láctea e antecipar seu efeito futuro na nossa galáxia.

## Reconhecimentos
Foi agraciada em 2015 com o Prêmio L’Oréal UNESCO ABC Para Mulheres na Ciência na categoria de Ciências Físicas. Posteriormente em 2020 recebeu o Flatiron Institute IDEA — Inclusion, Diversity, Equity & Advocacy — Scholarship 2020 da Simmons Foundation e foi convidada para passar um mês no Centro de Astrofísica Computacional (CCA) na cidade de Nova Yorque.

## Palestras
- Universo no Parque: Profa. Karin Menéndez-Delmestre falará sobre Galáxias.[5]